# I Thought About You (альбом Ширли Хорн)
I Thought About You — концертный альбом американской певицы и пианистки Ширли Хорн, выпущенный в 1987 году. Первый её релиз на лейбле Verve Records.
Альбом был записан в ресторане Vine Street в Голливуде 12 и 13 мая 1987 года. Исполнительнице аккомпанировали члены её трио басист Чарльз Эйблз и барабанщик Стив Уильямс.

## Список композиций
| №                   | Название                                  | Автор(ы)                                    | Длительность |
| ------------------- | ----------------------------------------- | ------------------------------------------- | ------------ |
| 1.                  | «Something Happens to Me»                 | Марвин Фишер, Джек Сигал                    | 3:41         |
| 2.                  | «The Eagle and Me»                        | Гарольд Арлен, Йип Харбург                  | 3:10         |
| 3.                  | «I Got It Bad (and That Ain’t Good)»      | Дюк Эллингтон, Пол Фрэнсис Уэбстер          | 4:58         |
| 4.                  | «Love Is Here to Stay»                    | Джордж Гершвин, Айра Гершвин                | 3:33         |
| 5.                  | «Isn’t It Romantic?»                      | Ричард Роджерс, Лоренц Харт                 | 6:02         |
| 6.                  | «Estate (Summer)»                         | Бруно Бригетти, Бруно Мартино, Джоэль Сигел | 7:42         |
| 7.                  | «Nice ’n’ Easy»                           | Лью Спенс, Алан Бергман, Мэрилин Бергман    | 4:54         |
| 8.                  | «I Thought About You»                     | Джимми Ван Хьюзен, Джонни Мерсер            | 5:59         |
| 9.                  | «The Great City»                          | Кёртис Льюис                                | 2:52         |
| 10.                 | «I Wish I Didn’t Love You So»             | Фрэнк Лессер                                | 5:26         |
| 11.                 | «Corcovado (Quiet Nights of Quiet Stars)» | Антониу Карлос Жобин, Джин Лис              | 11:56        |
| Общая длительность: | Общая длительность:                       | Общая длительность:                         | 60:13        |

## Чарты

### Еженедельные чарты
| Чарт (1987)                     | Высшая позиция |
| ------------------------------- | -------------- |
| США (Billboard Top Jazz Albums) | 10             |

### Годовые чарты
| Чарт (1988)                     | Высшая позиция |
| ------------------------------- | -------------- |
| США (Billboard Top Jazz Albums) | 22             |